# Mancolibre
Mancolibre (nom que és una castellanització de l'antic topònim tradicional Montcolobrí o Montcolobrer) és un dels illots rocosos de l'arxipèlag dels Columbrets que tanca parcialment la badia de l'illa Grossa. Realment és molt petit, fins i tot per ser considerat un illot. Té una altura màxima de 29,3 m